# Занозная (станция)
Зано́зная — железнодорожная станция Московской железной дороги и одноимённый населённый пункт в составе Сельского поселения «Деревня Бахмутово». Расположены в Барятинском районе Калужской области.
Станция открыта в 1899 году на Данково-Смоленской железной дороге. Имела важное значение в Спас-Деменской операции.

## Краткая характеристика
Находится на линии Московской железной дороги Смоленск — Сухиничи. От станции отходят однопутные неэлектрифицированные участки на Сухиничи, Вязьму, Фаянсовую и Ельню.
Железнодорожные пути на станции не электрифицированы. Относится к Смоленскому региону Московской железной дороги. По характеру работы станция отнесена к 5 классу.
При станции расположен небольшой посёлок.

## Пассажирское движение
На станции останавливаются все пригородные поезда ЦППК, следующие направлением на Смоленск, Киров, Сухиничи и Вязьму.

## Внешние медиафайлы
- Поезд 413 Челябинск-Минск проследовал ст. Занозная на YouTube